# Битка код Чанселорсвила
Битка код Чанселорсвила вођена је од 1. до 6. маја 1863. године између војски Конфедерације и Уније током Америчког грађанског рата. Завршена је победом војске Конфедерације предвођене генералом Робертом Лијем. Битка код Чанселорсвила представља једну од Лијевих највећих победа.

## Битка
У пролеће 1863. године, армија Севера под генералом Џозефом Хукером, груписана је на левој обали реке Репехенека, а армија југа генерала Роберта Лија код Фредриксбурга. Користећи се бројчаном надмоћношћу (134.000 према 60.000) Хукер је покушао да обухвати противника. Генерал Ли је код Фредриксбурга оставио слабије снаге, а са главнином је кренуо 1. маја према Чанселорсвилу не водећи рачуна о својој позадини. Хукер је заузео положај северно од Чанселорсвила оставивши лево крило незаштићено. Уочивши то, Ли је према Хукеровом левом крилу оставио Лонгстрита са 20.000 људи, а Џексона са 25.000 људи послао на десно Хукерово крило. Џексон је 2. маја напао и потиснуо десно Хукерово крило. Следећег дана Хукер повлачи своје снаге на боље положаје. Истог дана је генерал Сеџвик одбацио Лијеве слабе снаге код Фредриксбурга, али је појачање које је пристигло 4. маја принудило Сеџвика да се повуче. Дана 6. маја Ли је наредио општи напад. Хукер је увидео да је битка изгубљена те се повукао на леву обалу Репехенека. Губици: Север око 17.000, Југ око 13.000.
- Борбе првог и другог маја.
- Борбе трећег маја.
- Борбе четвртог маја.